# Akira Ishida
Akira Ishida (jap. 石田 彰 Ishida Akira; ur. 2 listopada 1967 w Nisshin) – japoński seiyū i aktor dubbingowy. Znany jest między innymi jako Gaara w serii Naruto. 3 marca 2007 roku na uroczystościach Seiyū Awards otrzymał nagrodę w kategorii: „Najlepszy aktor ról drugoplanowych” za rolę Athruna Zala w anime Mobile Suit Gundam Seed Destiny. Dawniej przynależał do agencji Mausu Promotion, teraz współpracuje z Peerless Gerbera.

## Role głosowe
- Shirayuki. Śnieżka o czerwonych włosach jako Izana Wistalia
- Naruto jako Gaara
  - Naruto the Movie 2: Legend of the Stone of Gelel jako Gaara
- Kamen Rider Kiva jako Tatsurot
- Mobile Suit Gundam Seed jako Athrun Zala
- Digimon Adventure jako Wizarmon (Wizardmon)
- Bamboo Blade jako Danjūrō Eiga
- Detective Conan: The Private Eyes’ Requiem jako Saguru Hakuba
- Akaneiro ni somaru saka jako Fuyuhiko Nishino (anime/PS2)
- Bleach: DiamondDust Rebellion
- Tatakau Shisho jako Mokkania Fluru
- Slayers: Magiczni wojownicy jako Xellos
- Kingdom Hearts jako Zexion
- HeartCatch Pretty Cure! jako Cologne
- Neon Genesis Evangelion jako Kaworu Nagisa
- Jūken Sentai Gekiranger jako Bae
- Pamiętnik przyszłości jako Aru Akise
- Natsume yūjinchō jako Shūichi Natori
- Pandora Hearts jako Break Xerxes
- Psycho-Pass jako Shuusei Kagari
- Fairy Tail jako Zeref Dragneel
- Shirayuki. Śnieżka o czerwonych włosach jako Izana Wistalia
- Nowe przygody Calineczki jako Książę
- Bungou Stray Dogs – Bezpańscy literaci jako Fyodor Dostoyewsky
- Hataraku saibō jako Komórka nowotworowa
- Kanojo ga Koushaku-tei ni Itta Riyuu(inne języki) jako Heika Demint